# Hermann Greiner (Politiker)
Hermann Greiner (* 12. Februar 1886 in Stangenbach, Gemeinde Wüstenrot; † 25. Juni 1976 in Neckarsulm) war ein deutscher Politiker (SPD). Von 1946 bis 1950 war er zunächst Mitglied der Verfassunggebenden Landesversammlung für Württemberg-Baden und dann des Landtags von Württemberg-Baden.

## Leben
Greiner wuchs zunächst in Stangenbach und ab etwa 1900 in Heilbronn auf. Die Familie war arm, und er musste sich schon früh um seine Mutter Karoline Christine Greiner und die vier Geschwister kümmern, weil sein Stiefvater sie vernachlässigte. Nach Abschluss der Volksschule machte er eine Lehre als Dreher und Schlosser und arbeitete 1903 bis 1906 bei verschiedenen Unternehmen, darunter auch bei den NSU Motorenwerken in Neckarsulm. Es folgten Militärdienst und weitere Arbeitsstellen, bis er schließlich 1910 mit seiner Frau Katharina geb. Wüst nach Neckarsulm zog, wo er bei NSU als Eisendreher arbeitete. 1917 war er Mitbegründer und dann ab 1921 über Jahrzehnte Geschäftsführer und Vorstandsmitglied der Heimstättengenossenschaft Neckarsulm, einer Wohnungsbaugenossenschaft.
1905 war Greiner Mitglied der Freien Gewerkschaften geworden, und 1910 trat er in die SPD ein. Die Lösung sozialer Probleme und die Beseitigung von Notständen waren sein politisches Hauptanliegen. Nach dem Ersten Weltkrieg gehörte er 1919 dem Neckarsulmer Arbeiterrat an. Im selben Jahr wurde er in den Neckarsulmer Gemeinderat gewählt, dem er bis Juni 1933 angehörte. In der Zeit des Nationalsozialismus wurde er politisch verfolgt, in sogenannte „Schutzhaft“ genommen und ins KZ Heuberg gebracht. 1944 verhaftete ihn schließlich die Gestapo zusammen mit anderen SPD-Mitgliedern und brachte ihn ins KZ Dachau, aus dem er im September 1944 schwer gezeichnet zurückkehrte.
Nach dem Ende der NS-Diktatur wurde er von Landrat Emil Beutinger am 27. April 1945 zum stellvertretenden Bürgermeister bestellt. In dieser Position vertrat er bis Mai 1946 den zeitweilig des Amtes enthobenen Johannes Häußler. Bei der Neckarsulmer Bürgermeisterwahl am 21. März 1948 kandidierte er, verlor aber gegen Häußler.
Von 1947 bis 1965 gehörte Greiner erneut dem Neckarsulmer Gemeinderat an, war erneut stellvertretender Bürgermeister und war von 1946 bis 1971 auch Mitglied des Kreistags des Landkreises Heilbronn. 1946 wurde er zunächst in die Verfassunggebenden Landesversammlung für Württemberg-Baden und dann in den ersten Landtag von Württemberg-Baden gewählt, beide Male im Wahlkreis 16, Heilbronn. Dem Landtag gehörte er bis 1950 für eine Legislaturperiode an.

## Auszeichnungen
Hermann Greiner erhielt 1952, als erster Bürger des Landkreises Heilbronn, das Bundesverdienstkreuz am Bande und 1968 das Bundesverdienstkreuz 1. Klasse. Am 11. Februar 1956, dem Vorabend seines 70. Geburtstags, ernannte ihn die Stadt Neckarsulm „in Anerkennung seiner Verdienste um die Stadt“ zum Ehrenbürger. 1978 wurde ihm zu Ehren die Realschule Neckarsulm in Hermann-Greiner-Realschule Neckarsulm umbenannt.